# Breckenridge (Colorado)
Breckenridge ist County Seat des Summit Countys in Colorado, Vereinigte Staaten und liegt circa eineinhalb Autostunden von Denver in den Rocky Mountains. Das U.S. Census Bureau hat bei der Volkszählung 2020 eine Einwohnerzahl von 5.078 ermittelt. Die Town wird in der Form einer Home Rule Municipality geführt.
Die ursprüngliche Minenarbeiter-Siedlung Breckenridge gilt neben Aspen und Vail als bekanntester Ski- und Ferienort Colorados und wird an den Winterwochenenden von Kurzzeittouristen vor allem aus Denver besucht. Das Skigebiet mit etwa 150 ausgewiesenen Skipisten weist auf Grund der Wetterlage häufig Pulverschnee (Champaign Powder) auf. Im Skigebiet Breckenridge führt der höchste Skilift Nordamerikas auf den knapp 4.000 m hohen Peak Eight.
Während der Sommermonate lockt Breckenridge Wanderer, Angler und Mountainbike-Begeisterte an. Ziele sind vor allem der Blue River und der nahegelegene Lake Dillon. Seit 1981 findet in Breckenridge jährlich ein Filmfestival statt. Außerdem besteht ein 27-Loch-Golfplatz, der vom ehemaligen Profigolfer und heutigen Golfarchitekten Jack Nicklaus gebaut wurde.

## Geschichte
Die ersten Goldsucher kamen während des Colorado-Goldrauschs von 1859, in das Gebiet des heutigen Summit County, kurz nachdem Gold etwas weiter östlich in Idaho Springs entdeckt worden war. Breckinridge wurde gegründet, um den täglichen Bedarf der Goldwäscher entlang der Fundstellen am Georgia Gulch zu decken. Recht bald wurde ein Bergwerk errichtet, mit dem die Minenarbeiter den Goldadern in den Hügeln folgten. Die Goldgewinnung ging ausgangs des 19. Jahrhunderts zurück, lebte aber 1908 entlang des Blue River und des Swan Rivers nochmals auf. Im Minenbezirk von Breckenridge wurden über die Jahre hinweg etwa eine Million Feinunzen Gold (das entspricht etwa 31 Tonnen) entdeckt.
Die Goldminen um Breckenridge sind seit 1972 alle außer Betrieb. Einige können jedoch besichtigt werden. Die charakteristischen Geröllhalden, die durch die Goldwäscher übrig blieben, sind entlang des Blue River und am Snake River noch sichtbar. In der nahegelegenen Country-Boy-Goldmine kann man einen Eindruck von den Arbeitsbedingungen der Bergarbeiter bekommen, die hier früher Gold, Silber, Blei und Zink förderten.
Breckenridge wurde am 3. März 1880 als Stadt eingetragen.

## Geschichte des Ortsnamens
Die Stadt wurde formell im November 1859 durch General George E. Spencer gegründet. Spencer wählte den Namen des damaligen Vizepräsidenten John C. Breckinridge aus Kentucky. Er hoffte, damit die Regierung zu beeindrucken und zu erreichen, dass diese der noch jungen Stadt ein Postamt zuteilen würde. Diese Taktik war erfolgreich und Breckinridge nunmehr stolzer Standort der US-Post. Das Postamt war das erste, das zwischen der kontinentalen Wasserscheide und Salt Lake City lag.
Als 1861 der Amerikanische Bürgerkrieg ausbrach, bezog der Namenspatron Stellung und nahm als Brigadegeneral der Armee der Konföderierten Staaten am Krieg teil, weswegen ortsansässige Anhänger der Union eine Namensänderung forderten. Man einigte sich auf einen Kompromiss und änderte das 'i' in ein 'e'. Seitdem trägt Breckinridge den Namen Breckenridge.

## Geographie
Breckenridges geographische Koordinaten sind 39° 29′ N, 106° 3′ W. Nach den Angaben des United States Census Bureaus hat die Stadt eine Fläche von 12,8 km², die vollständig auf Land entfallen. Breckenridge liegt 2926 m über dem Meeresspiegel.

## Klima
Breckenridges Klima ist alpin, die Baumgrenze liegt bei etwa 3500 m. Die jährlich fallende Schneehöhe beträgt kumuliert mehr als 750 cm. Die durchschnittlichen Julitemperaturen liegen zwischen 3,9 °C und 22,8 °C. Im Januar liegen die durchschnittlichen Höchstwerte bei −0,5 °C, die durchschnittlichen Tiefstwerte betragen −17,8 °C. Die höchste Temperatur wurde im Juli 1939 mit 31,7 °C gemessen, der tiefste beobachtete Temperaturwert wurde im Dezember 1924 mit −43,3 °C gesetzt. Die meisten Niederschläge fallen im Juli, am trockensten ist der Oktober.

## Demographie
Zum Zeitpunkt des United States Census 2000 bewohnten Breckenridge 2408 Personen. Die Bevölkerungsdichte betrug 187,8 Personen pro km². Es gab 4270 Wohneinheiten, durchschnittlich 333,1 pro km². Die Bevölkerung Breckenridges bestand zu 95,56 % aus Weißen, 0,37 % Schwarzen oder African American, 0,33 % Native American, 1,04 % Asian, 0,04 % Pacific Islander, 1,12 % gaben an, anderen Rassen anzugehören und 1,54 % nannten zwei oder mehr Rassen. 5,44 % der Bevölkerung erklärten, Hispanos oder Latinos jeglicher Rasse zu sein.
Die Bewohner Breckenridges verteilten sich auf 1081 Haushalte, von denen in 13,4 % Kinder unter 18 Jahren lebten. 27,9 % der Haushalte stellten Verheiratete, 4,3 % hatten einen weiblichen Haushaltsvorstand ohne Ehemann und 64,8 % bildeten keine Familien. 28,7 % der Haushalte bestanden aus Einzelpersonen und in 0,8 % aller Haushalte lebte jemand im Alter von 65 Jahren oder mehr alleine. Die durchschnittliche Haushaltsgröße betrug 2,16 und die durchschnittliche Familiengröße 2,61 Personen.
Die Stadtbevölkerung verteilte sich auf 11,1 % Minderjährige, 22,8 % 18–24-Jährige, 45,3 % 25–44-Jährige, 18,7 % 45–64-Jährige und 2,1 % im Alter von 65 Jahren oder mehr. Das Durchschnittsalter betrug 29 Jahre. Auf jeweils 100 Frauen entfielen 160,9 Männer. Bei den über 18-Jährigen entfielen auf 100 Frauen 164,2 Männer.
Das mittlere Haushaltseinkommen in Breckenridge betrug 43.938 US-Dollar und das mittlere Familieneinkommen erreichte die Höhe von 52.212 US-Dollar. Das Durchschnittseinkommen der Männer betrug 29.571 US-Dollar, gegenüber 27.917 US-Dollar bei den Frauen. Das Pro-Kopf-Einkommen in Breckenridge war 29.675 US-Dollar. 8,8 % der Bevölkerung und 5,2 % der Familien hatten ein Einkommen unterhalb der Armutsgrenze, davon waren 1,7 % der Minderjährigen und niemand der Altersgruppe 65 Jahre und mehr betroffen.